# NEUROMANCER (アルバム)
『NEUROMANCER』(ニューロマンサー)は、1989年8月2日に発売されたDe-LAXのアルバム。通算2枚目のオリジナルアルバムである。発売元はフォーライフ・レコード。

## 概要
- 前作『SENSATION』から、約1年ぶりのリリースとなった。
- 2ndシングル「NEUROMANCER」から、表題曲である「NEUROMANCER」と、他11曲が収録されている。ただし、1stシングル「POP IS MY LIFE」は収録されていない。ちなみに、正式なシングルが収録された初のオリジナルアルバムでもある(前作『SENSATION』に収録された「WAR DANCE」がサンプルカットシングルであったため)。
- アルバムのタイトルはウィリアム・ギブスン著のSF小説「ニューロマンサー」からとられたもの。初回限定盤は、紙ケース入りのピクチャーCDで、別冊ブックレットが付いていた。
- 解散後の1995年6月21日には、1stアルバム『SENSATION』と同時に再発売された。
- このアルバムや、ベストアルバム『THE STORY OF De+LAX 1988-1992 5Years×5Lives』のブックレットには、『De-LAX -NEUROMANCER-』という表記がなされている。また、ベストアルバム『"20th Anniversary Premium Collection"』には、このアルバムのTV SPOTが収録されている。
- この作品から榊原秀樹と鈴木正美の2人が手掛けた作品は、2人が好きなTHE CLASHの3rdアルバム『LONDON CALLING』の収録曲から付けられた名前の曲名から「THE SPANISH BOMBS」とクレジットされている。
- 2017年現在、De-LAXのアルバムの中では、次作『KINGDOM』に次いで、2番目に売り上げが高い作品である。

## ツアー
- このアルバムをひっさげ、自身最大規模となったアルバムツアー『De-LAX NEUROMANCER '89 "SPIRITS A GO-GO"』を行った。また、このアルバムツアーで、初めて日本武道館でのライブも、このアルバムツアーで2度行い、De-LAX単独で、渋谷公会堂でのライブを初めて行った。1989年12月14日の日本武道館公演のライブは、後にライブ・ビデオ『De-LAX NEUROMANCER '89 SPIRITS A GO-GO TOUR』として発売された。また、ビデオ『THE STORY OF De+LAX 1988-1992 5Years×5Lives』にも、この頃のライブの映像が数曲収録されている。

## 収録曲
- 全曲 編曲:鈴木正美・De-LAX

| #         | タイトル                     | 作詞                       | 作曲              | 時間  |
| --------- | ---------------------------- | -------------------------- | ----------------- | ----- |
| 1.        | 「SPIRITS A GO-GO」          | 宙也・京極輝男・高橋まこと | 鈴木正美          | 3:20  |
| 2.        | 「MAYBE SUNDAY」             | 宙也                       | THE SPANISH BOMBS | 3:20  |
| 3.        | 「HAPPY JAP」                | 宙也                       | 鈴木正美          | 3:14  |
| 4.        | 「CYBERSEX」                 | 宙也                       | 榊原秀樹          | 3:23  |
| 5.        | 「TEENAGE WILD」             | 宙也                       | 鈴木正美          | 3:10  |
| 6.        | 「TREASURE LAND -駱駝の夢-」 | 宙也・THE SPANISH BOMBS    | 鈴木正美          | 2:47  |
| 7.        | 「SUPERCADILLAC」            | 宙也・THE SPANISH BOMBS    | THE SPANISH BOMBS | 3:55  |
| 8.        | 「NEUROMANCER」              | 宙也                       | 鈴木正美          | 3:20  |
| 9.        | 「BABY BABYLON」             | 宙也                       | 鈴木正美          | 3:51  |
| 10.       | 「LONE WOLF」                | 宙也                       | 鈴木正美          | 3:51  |
| 11.       | 「CRISIS'99」                | 宙也                       | THE SPANISH BOMBS | 2:36  |
| 12.       | 「DAYDREAM」                 | 宙也                       | 榊原秀樹          | 3:32  |
| 合計時間: | 合計時間:                    | 合計時間:                  | 合計時間:         | 37:55 |

## 曲解説
- 全曲 編曲:鈴木正美・De-LAX

1. SPIRITS A GO-GO (3:20)
  - 作詞:宙也・京極輝男・高橋まこと、作曲:鈴木正美

このアルバムのリード曲。作詞は宙也と京極輝男と高橋まことの共作で、京極輝男と高橋まことが作詞を担当するのは初めての事となる。高橋まことは、今回で初めて表記がされた。また、3人で作詞を担当した曲は、この1曲のみである。
この曲で、ミュージックステーションに2回目の出演を果たした。
アルバム曲ながら、PVが製作されている。ビデオ『THE STORY OF De+LAX 1988-1992 5Years×5Lives』には、ショートバージョンが収録された。なお、フルバージョンは、ベストアルバム『"20th Anniversary Premium Collection"』のDVDに収録されている。
後に、ライブアルバム『BOOTLEG!!』と『HELLO AGAIN』にて、この曲のライブバージョンが、ベストアルバム『"20th Anniversary Premium Collection"』には、この曲のリミックスバージョンが収録された。
ライブビデオ『De-LAX NEUROMANCER '89 SPIRITS A GO-GO TOUR』、『TOUR '90 "KINGDOM"』、『"RESURRECTION & EXISTENCE"』にて、本楽曲が映像化された。また、7thアルバム『ART+BEAT』のDVDにも、本楽曲のライブ映像が収録されている。
2. MAYBE SUNDAY (3:20)
  - 作詞:宙也、作曲:THE SPANISH BOMBS

ビデオ『THE STORY OF De+LAX 1988-1992 5Years×5Lives』には、アルバムツアー『De-LAX TOUR '90 "KINGDOM"』の12月25日の渋谷公会堂公演のライブの映像が収録されている。なお、この楽曲と3rdアルバム『KINGDOM』に収録されている「DEEP INSANITY -25時の狂気-」の2曲は、共にライブビデオ『TOUR '90 "KINGDOM"』に収録されていなかった。
3. HAPPY JAP (3:14)
  - 作詞:宙也、作曲:鈴木正美
4. CYBERSEX (3:23)
  - 作詞:宙也、作詞:榊原秀樹

ベストアルバム『THE STORY OF De+LAX 1988-1992 5Years×5Lives』には、ミックス違い(イントロのカウントの回数の追加)での収録がなされた。
ライブビデオ『De-LAX NEUROMANCER '89 SPIRITS A GO-GO TOUR』にて、本楽曲が映像化された。
5. TEENAGE WILD (3:10)
  - 作詞:宙也、作曲:鈴木正美
6. TREASURE LAND -駱駝の夢- (2:47)
  - 作詞:宙也・THE SPANISH BOMBS、作曲:鈴木正美

本作に収録されている楽曲の中で、一番演奏時間が短い楽曲となっている。
頭より先に身体が反応してしまうというタイプのストレートなロックナンバーになっている。
作詞は、宙也とTHE SPANISH BOMBS(鈴木正美と榊原秀樹の2人)の共作で、3人で作詞を担当した曲は、本楽曲と次曲の2曲のみである。
7. SUPERCADILLAC (3:55)
  - 作詞:宙也・THE SPANISH BOMBS、作曲:THE SPANISH BOMBS

本作に収録されている楽曲の中で、一番演奏時間が長い楽曲となっている。
コンピレーション・アルバム『DRIVE A GOGO!』に、本楽曲が収録されている。
ライブビデオ『De-LAX NEUROMANCER '89 SPIRITS A GO-GO TOUR』にて、本楽曲が映像化された。
8. NEUROMANCER (3:20)
  - 作詞:宙也、作曲:鈴木正美

2ndシングルの表題曲であり、アルバムタイトル曲。出だしのギャップ(無音状態)がカットされ、アウトロのギャップが追加されているため、実質、表記のないアルバムバージョンでの収録である。
9. BABY BABYLON (3:51)
  - 作詞:宙也、作曲:鈴木正美

平成日本を自嘲も含めて歌っている。
10. LONE WOLF (3:43)
  - 作詞:宙也、作曲:鈴木正美

ライブビデオ『De-LAX NEUROMANCER '89 SPIRITS A GO-GO TOUR』にて、本楽曲が映像化された。
11. CRISIS '99 (2:36)
  - 作詞:宙也、作曲:THE SPANISH BOMBS
12. DAYDREAM (3:16)
  - 作詞:宙也、作詞:榊原秀樹

ブリジット・バルドーのために書かれた詩。
2ndシングル「NEUROMANCER」のカップリング曲「WEEKEND」と同様に、ライブで演奏する際、アコースティックバージョンとしてアレンジされることもあり、ライブアルバム『BOOTLEG!!』には、先述のアコースティックバージョンが収録された。

## 収録ベストアルバム
- THE STORY OF De+LAX 1988-1992 5Years×5Lives (Disc 1,#2 Disc 2 #1、#4、#7、#8)
- Best of De+LAX (#1、#2、#8)
- "20th Anniversary Premium Collection" (#8、#1,リミックスバージョン)

## 収録映像作品
PV収録
- THE STORY OF De+LAX 1988-1992 5Years×5Lives (#1,ショートバージョン)
- "20th Anniversary Premium Collection" (#1,フルバージョン)

ライブ映像収録
- De-LAX NEUROMANCER '89 SPIRITS A GO-GO TOUR (#1、#4、#7、#8、#10)
- TOUR '90 "KINGDOM" (#1)
- THE STORY OF De+LAX 1988-1992 5Years×5Lives (#2)
- "RESURRECTION & EXISTENCE" (#4、#5、#7)
- ART+BEAT (#1、#8)